# NHL冰球
《NHL冰球》是一款由Park Place Productions制作、EA Sports发行的体育类游戏。本游戏最初于1991年在Mega Drive发行。本游戏是NHL系列的首作。
游戏主要是模拟冰球比赛。
《Mega》杂志将游戏列为其史上第二大游戏。